# Incroyance
 (décembre 2009).
Améliorez-le ou discutez des points à vérifier. 
 (novembre 2023).
Si vous disposez d'ouvrages ou d'articles de référence ou si vous connaissez des sites web de qualité traitant du thème abordé ici, merci de compléter l'article en donnant les références utiles à sa vérifiabilité et en les liant à la section « Notes et références ».
L'incroyance est l'absence de croyance religieuse. Le terme est daté de 1836 par le dictionnaire Robert, tandis que l'adjectif incroyant est daté de 1783.
Contrairement à l'athée, l'incroyant ne nie pas l'existence de l'esprit et la spiritualité. L'incroyance est donc le contraire de la foi.
Paradoxalement, la plupart des grands philosophes du XXe siècle étaient des incroyants, mais aucun ne s'est expliqué clairement sur ce concept et cette attitude de pensée.

## Histoire
Pour une analyse à la fois descriptive et critique de l’incroyance, en France, il convient de partir du XVIIIe siècle pour arriver à aujourd’hui, et traiter des problèmes de l’interprétation du libertinage, avant et après les Lumières. Nous devons aussi mettre en évidence la relative pénurie de travaux sur l’argument du passage à l’Illuminisme, en traitant des continuités et des ruptures entre la culture libertine (ou prétendue telle) et le développement des Lumières radicales, et même au-delà, celui de la libre-pensée du XIXe et du XXe siècle.
Nous pouvons alors suivre la genèse anti-religieuse d’une culture désormais émancipée de la religion en 700, n’est en fait possible que si l'on s'obstine à ne tenir aucun compte du contenu de la « doctrine des beaux esprits » que Garasse (1585-1631) décline sous forme de « maximes ». Garasse appelle « bibliothèque des libertins » tous les écrits concernant l’incroyance, ce qui était une littérature clandestine de ses temps. La radicalisation de la critique du christianisme est un produit d’une théologie devenue trop l’apologétique pour la peur d’un montant athéisme bien loin d’arriver.
La croyance, la foi chrétienne catholique, bien témoignée par Fénelon et Pascal, au XVIIe siècle, montre assez la puissance alors de la religion et la difficulté d'assumer une incroyance très minoritaire. Les « libertins érudits » restent une petite minorité d’intellectuels humanistes dans la première moitié du XVIIe siècle, qui se reconnaissent dans leurs vue libres sur la religion, conduisant à des degrés divers à la mise en cause des dogmes et croyances du christianisme. L’incroyance demeure très faible avant le XVIIIe siècle, où débute une libre-pensée (relative), en trois lignes :
- une attitude intellectuelle des incroyants marquée par un sentiment de supériorité à l’égard des chrétiens,
- une morale indépendante, d’une sagesse toute humaine et profane, réglée sur la nature, et rejetant la morale religieuse,
- une naissante critique anti-théologique suivie d’une critique des fondements du pouvoir ecclésiastique.

L’opposition au christianisme devient plus forte au cours des XVIIe et XVIIIe siècles, d'abord en Angleterre et en Hollande, puis en France et en Prusse, avec un « malaise religieux toujours montant. Une philosophie matérialiste et sceptique envers les évènements surnaturels commence à s’affirmer. Dans le domaine francophone, le premier incroyant connu est, paradoxalement un homme du système de la religion, l'abbé français nommé Jean Meslier, qui nie l'existence de Dieu. Plus tard, l’incroyance s'affirme avec Julien Offray de La Mettrie, puis baron d'Holbach et enfin Denis Diderot, qui, à travers l'Encyclopédie fait le plus grand pas envers l’affirmation de l'incroyance dans toute l’Europe.
En 1789, la Révolution française donne sa contribution à faire sortir l'incroyance du milieu intellectuel d’origine, pour la faire entrer dans la sphère publique. En effet, plusieurs mesures séculaires ont alors intégré la législation française à cette époque et certains révolutionnaires de l'époque ont aussi tenté de déchristianiser la France, en promouvant un culte de la Raison et un culte de l'Être suprême
Sous l'ère napoléonienne, la sécularisation de la société française est contrastée par la quiescence de Bonaparte envers les institutions de l’Église, ou un personnage comme Chateaubriand trouve son affirmation avec l’approbation de l'Empereur pour son livre Génie du christianisme, avec l’exaltation de la religion chrétienne.
Enfin, dans la seconde moitié du XIXe siècle, l'incroyance devient plus solide à travers les évolutionnistes matérialistes et de suite avec Arthur Schopenhauer, Thomas Henry Huxley, Charles Darwin et plus tard avec Friedrich Nietzsche et Sigmund Freud.